# Maëva Squiban
Maëva Squiban   (Bohars, 19 de març de 2002) és una ciclista francesa de carretera, professional des del 2020 i que actualment corre per a l'equip UAE Team ADQ en categoria UCI Women’s WorldTeam.
Les seves dues victòries més importants són al Tour de França

## Palmarès en ruta
- 2017
  -  Campiona França en ruta cadet
- 2019
  - Crono de les Nacions júnior
- 2023
  - 1a al Tour de la Charanta Marítima
  - Vencedora d'una etapa a la Volta a Extremadura
- 2024
  - Vencedora d'una etapa al Tour de l'Ardecha
- 2025
  - Vencedora de dues etapes al Tour de França

### Resultats a les Grans Voltes

#### Tour de França
- 2022. 99a posició
- 2024. 96a posició
- 2025. 15a posició, vencedora de les etapes 6 i 7 i vencedora de la classificació de la combativitat

#### Volta a Espanya
- 2025. 61a posició